# Нарышкин, Кирилл Анатольевич
Кири́лл Анато́льевич Нары́шкин (1868—1924) — генерал-майор из рода Нарышкиных, начальник Военно-походной канцелярии императора Николая II.

## Биография
Сын камергера Анатолия Дмитриевича Нарышкина (1829—1883) и обер-гофмейстерины княжны Елизаветы Алексеевны Куракиной (сестры князя Фёдора Алексеевича). Внук таврического губернатора Дмитрия Васильевича Нарышкина, правнук московского градоначальника Фёдора Васильевича Ростопчина.
В детстве был дружен с будущим императором Николаем II. В 1889 году окончил Императорское училище правоведения. В 1890 году выдержал офицерский экзамен при 2-м военном Константиновском училище, 10 августа 1890 года произведён в подпоручики лейб-гвардии Преображенского полка, в котором провёл всю дальнейшую службу.
Чины: поручик (1894), флигель-адъютант (1896), штабс-капитан (1900), капитан (1902), полковник (1910), генерал-майор (за отличие, 1916).
В течение года и четырёх месяцев командовал ротой Преображенского полка. 24 августа 1906 года назначен штаб-офицером для поручений при Императорской Главной квартире, а 18 сентября 1909 года — помощником начальника Военно-походной канцелярии Его Величества.
25 августа 1915 года его непосредственный начальник князь Орлов был переведён на Кавказ, и Нарышкин фактически возглавил канцелярию. 6 декабря 1916 года произведён в генерал-майоры с назначением начальником Военно-походной канцелярии и зачислением в Свиту Его Величества.
После Февральской революции 21 марта 1917 года лишён звания генерала свиты в связи с упразднением всех военно-придворных званий.
31 марта 1917 года числящийся по гвардейской пехоте, начальник военно-походной канцелярии, генерал-майор Нарышкин уволен от службы, за болезнью, с мундиром. В июне 1917 года приезжал в Киев.
Остался в Советской России. В начале 1920-х годов был арестован (содержался в Петропавловской тюрьме). Умер в тюрьме 3 мая 1924 года, по другим данным — 29 ноября того же года в Крестах.

## Семья
Был женат на фрейлине Наталье Кирилловне Нарышкиной (1876—1937), дочери мирового посредника в Масальском уезде Кирилла Александровича Нарышкина (1844—1883) и Анны Михайловны, урождённой Казариновой.
Их дети:
- Кирилл Кириллович (1897—1917), учился в Инженерной школе. Погиб 24 ноября 1917 года в Москве.
- Пётр Кириллович (р. 1902)
- Александра Кирилловна (1904-1953), училась в институте благородных девиц (не окончила). Бежала в Архангельск с Осининым Иваном Ивановичем, за которого впоследствии вышла замуж. Дети — Осинина Лидия Ивановна (1925—2009) и Осинин Евгений Иванович (1926-1942). Жили длительное время в Архангельске на улице Виноградова, потом переехали в Тверь. В 1953 году Александра скончалась, похоронена в Твери. Иван Иванович в 1942 году пропал без вести на фронте под Ржевом. Потомки проживают под Киевом, в Москве и Санкт-Петербурге.

Наталья Кирилловна была репрессирована в 1920-е годы, жила в ссылке. В середине 1930-х находилась в Оренбурге, была преподавателем иностранных языков в школе. В 1937 году вновь арестована, приговорена к ВМН тройкой при УНКВД по Оренбургской области и расстреляна 23 октября 1937 года.

## Награды
- Орден Святого Станислава 2-й ст. (1904);
- Орден Святой Анны 2-й ст. (1906);
- Орден Святого Владимира 4-й ст. (1912).